# Arribes (vi)
Arribes és una denominació d'origen dels vins produïts a l'entorn del Parc Natural d'Arribes del Duero. L'àrea de producció comprén municipis de les províncies de Zamora i Salamanca. La seu és al municipi de Pereña de la Ribera.

## Història
Existeixen fets històrics que fan creure que la zona d'Arribes del Duero fou una de les àrees vitivinícoles més antigues de la conca del Duero. Pel que fa a la introducció dels conreus, hi existeixen dues teories, la primera es basa en el fet que els romans hi van introduir les vinyes tot just la colonització del territori. L'altra teoria planteja que aquests fets es remunten a l'època de les rutes comercials dels fenicis. El fet que la capçalera del riu sigui a la ciutat de Porto, fa pensar que l'expansió dels conreus van anant pujant riu amunt fins a Arribes. Totes dues teories, però, poden ser compatibles i per tant, que hi hagués una fusió d'aquestes cultures, la qual cosa explicaria el fet que aquesta zona i les adjacents tinguin una gran varietat de tipus de raïms. No va ser fins al període medieval quan s'hi tingueren testimonis amb certa contundència de la cultura del vi, sobretot al segle xv, quan el comerç es va legislar al respecte. En aquesta època la riba del riu s'hi trobava en part, amb conreus de la vinya, generant-ne excedents, forçant els productors a la comercialització fora dels límits del seu mercat tradicional.
Al segle XVI la viticultura hi assoleix ser el cultiu hegemònic respecte al cereal, substituint-lo definitivament.
Amb l'arribada de la fil·loxera, els comerciants francesos va fer que aquest vi fora demanat i ampliar-hi els conreus fins que la plaga va afectar Arribes el 1888, recuperant-se anys després, afavorint-se del comerç portuguès i l'ampliació dels mercats al nord-oest de la península Ibèrica., situació que va fer que aquests conreus tingueren bons moments fins ben entrat el segle xx.
El 1988 obté el qualificatiu "Vi de la Terra d'Arribes del Duero" i anys més tard, concretament el 2007, va obtenir-ne la Denominació d'Origen Arribes.

## L'entorn
La zona presenta un relleu molt accidentat, marcat pel fort encaixament del riu Duero i els seus afluents al batòlit zamorà-salmantí. La vinya se situa dins d'aquest marc geogràfic en diferents altituds i exposicions, des dels 810 msnm a Fermoselle fins als poc més de 120 msnm a La Fregeneda. Els tipus de materials geològics i de sòls són força complexos, tot i que es pot dir que principalment hi abunden sòls de textura llimo-sorrenca, de poc fons i abundant pedregositat. També s'hi poden trobar sòls més profunds i amb millor aptitud agrícola a zones puntuals normalment lligades a substrats pissarrosos.
El clima també està condicionat pel relleu i per la situació a l'oest de la península. Les precipitacions són més abundants que a la conca del Duero per la seva situació més propera a l'oceà. Els valors oscil·len entre els 500 i 800 mm sent el més habitual que hi siguin al voltant de 600 mm. Les temperatures presenten uns valors molt més dispars als de la conca del Duero. A les zones més arrecerades de l'arribanzo solen ser de mitjana entre 5 ° C i 10 ° C més elevades que a l'altiplà nord, però, donada la disparitat de zones on està situat la vinya, es pot dir que una part d'aquesta es cultiva en terrenys amb valors similars als de, per exemple, la zona de Toro o Terra del Vi, mentre que la zona més abrigada té més semblances amb a la seva veïna comarca de l'Alt Douro.

## Varietats de raïm
- Varietats blanques: Malvasia, Verdejo, Albillo.

- Varietats negres: Joan García, rufete o tinta pinheira, Ull de Llebre, Mencía i Garnatxa.